# Creu d'en Besora
La creu d'en Besora és una obra de Ripoll protegida com a Bé Cultural d'Interès Local.

## Descripció
La creu d'en Besora, situada al passeig de Martí Ragull, té els seus precedents en una creu existent al segle xviii. El 1924 va ser restaurada i fou destruïda durant la Guerra Civil. Així doncs, la creu actual és posterior a 1936. El capitell i la columna són de pedra del país.